# Acord de normalització entre Israel i el Marroc
L'acord de normalització entre Israel i el Marroc és un acord que va tenir lloc el 10 de desembre de 2020, pel qual Israel i el Marroc van acordar normalitzar les seves relacions diplomàtiques.
L'acord es va produir després que Bahrain, els Emirats Àrabs Units i el Sudan signessin amb Israel al setembre i octubre de 2020. Això va convertir al Marroc en el setè país àrab a reconèixer el dret a l'existència d'Israel (dels quals sis no han retirat el seu reconeixement fins a l'any 2020), si també tenim en compte Egipte en 1979 i Jordània en 1994. Com a part de l'acord, es realitzarien vols directes entre els dos països. El mateix dia, els Estats Units van acordar la venda d'avions teledirigits sofisticats al Marroc i el reconeixement de la reivindicació del Marroc del territori en disputa del Sàhara Occidental.

## Reaccions
- Organització de les Nacions Unides - Un portaveu va dir que la seva posició sobre el Sàhara Occidental "no ha canviat" després de l'anunci dels EUA i diu que el secretari general António Guterres creu que "la solució a la qüestió encara es pot trobar basada en les resolucions del Consell de Seguretat".[3]
- Algèria - Algèria va dir que la decisió dels EUA de reconèixer la sobirania marroquina sobre el Sàhara Occidental "no té cap efecte legal perquè contradiu les resolucions de l'ONU, especialment les del Consell de Seguretat de l'ONU sobre el Sàhara Occidental".[4]
- Brasil - En un comunicat del ministeri d'Afers Exteriors celebra l'acord.[5]
- Canadà - El ministeri d'Afers Exteriors celebra l'acord però avisa que continua donant suport als esforços de les Nacions Unides per assolir un acord pacífic i negociat a Sàhara Occidental.[6]
- Egipte - El president egipci Abdelfatah Al-Sisi va acollir amb beneplàcit l'anunci i va dir que l'acord era un «pas important cap a una major estabilitat i cooperació regional» a l'Orient Mitjà.[3]
- Emirats Àrabs Units- El ministeri d'Afers Exteriors han elogiat la decisió del President dels Estats Units, Donald Trump, de reconèixer la sobirania del Regne del Marroc sobre tota la regió del Sàhara marroquí i també han celebrat l'acord entre el Marroc i Israel.[7]
  - El príncep heureu d'Abu Dhabi Mohamed bin Zayed al Nahyan, va celebrar la decisió del Marroc de reprendre les relacions diplomàtiques i les comunicacions amb Israel en un tuit.[8]
- Espanya - La ministra d'Afers exteriors espanyola, Arancha González Laya, va dir que el país acollia amb satisfacció la normalització de les relacions, però va rebutjar el reconeixement per part dels Estats Units de la reivindicació del Marroc sobre el Sàhara Occidental.[2]
- Estats Units - El president en funcions Donald Trump va piular: «Un altre avanç històric avui! Els nostres dos grans amics Israel i el Regne del Marroc han acordat relacions diplomàtiques plenes... un gran avanç per a la pau en el Mitjà Orient».[9]
  - El senador republicà Jim Inhofe va criticar durament a l'administració Trump per reconèixer la reivindicació del Marroc sobre el Sàhara Occidental. Inhofe va descriure la decisió com a «xocant i profundament decebedora», i va afegir que li «entristeix que els drets del poble del Sàhara Occidental hagin estat comercialitzats».[10]
- Iran - L'ajudant del president del Parlament iranià Hossein Amir-Abdollahian va dir que la normalització de les relacions era una "traïció" i una punyalada a l'esquena de Palestina.[11]
- Irlanda - El ministeri d'Afers Exteriors celebra l'acord i reitera que manté la seva posició de suport al dret de l'autodeterminació del poble saharaui.[12]
- Oman - El ministre d'Afers Exteriors va acollir amb beneplàcit l'anunci i va expressar l'esperança que aquesta mesura enfortís els esforços per aconseguir una pau duradora i justa a l'Orient Mitjà.[11]
- Països Baixos - El ministre d'Afers Exteriors Stef Blok celebra l'acord.[13]
- Portugal - El ministeri d'Afers Exteriors celebra l'acord.[14]
- Rússia - Rússia va condemnar la decisió de Trump de reconèixer la sobirania del Marroc sobre el Sàhara Occidental, dient que viola la llei internacional.[15]
- República Àrab Sahrauí Democràtica - El Front Polisario va condemnar «en els termes més enèrgics» l'intent de Trump de donar al Marroc «el que no li pertany» i va assegurar que «la decisió de Trump no canvia la naturalesa jurídica de la qüestió del Sàhara perquè la comunitat internacional no reconeix la sobirania del Marroc sobre el Sàhara Occidental».[3]
- Sud-àfrica - El ministre d'Afers Exteriors Naledi Pandor va mostrar la seva preocupació pels «recents esdeveniments relacionats amb la situació al Sàhara Occidental, que el reconeixement del Marroc per part dels Estats Units és contrari al dret internacional i a l'Acta Constitutiva de la Unió Africana».
- Suècia - La ministra d'Afers Exteriors Ann Linde celebra l'acord en un tuit i avisa que «la posició de Suècia sobre el Sàhara Occidental roman inalterada: una solució política justa, duradora i mútuament acceptable, que permeti l'autodeterminació del poble del Sàhara Occidental, de conformitat amb el dret internacional. Suècia dona suport al procés dirigit per l'ONU».[16]